# Mazda CX-30
Mazda CX-30 – samochód osobowy typu crossover klasy kompaktowej produkowany przez japońską firmę Mazda od 2019 roku.

## Historia i opis pojazdu

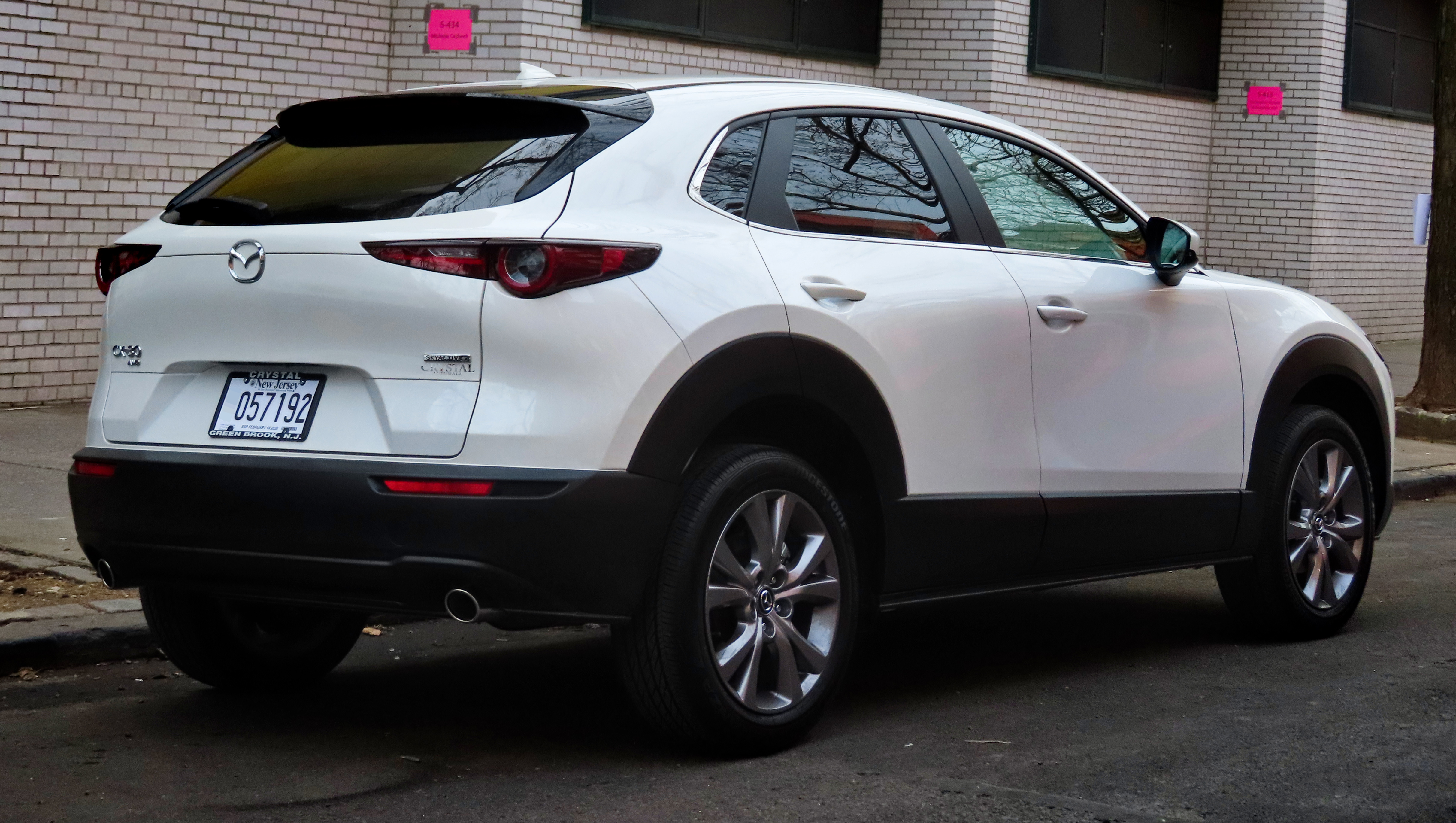
Mazda CX-30 - tył pojazdu

Mazda CX-30 została po raz pierwszy zaprezentowana podczas Międzynarodowych Targów Motoryzacyjnych w Genewie w 2019 roku. Samochód bazuje na Maździe 3, a gamie producenta plasuje się pomiędzy modelem CX-3 a CX-5. 
Za stylistykę Mazdy CX-30 odpowiada europejskie studio projektowe. Linia boczna zaprojektowana zgodnie z językiem stylistycznym Kodo wykorzystuje światło i cień do ożywienia obłej linii CX-30. Przewaga karoserii nad powierzchnią szyb ma za zadanie zbliżyć ją do aut segmentu Premium.

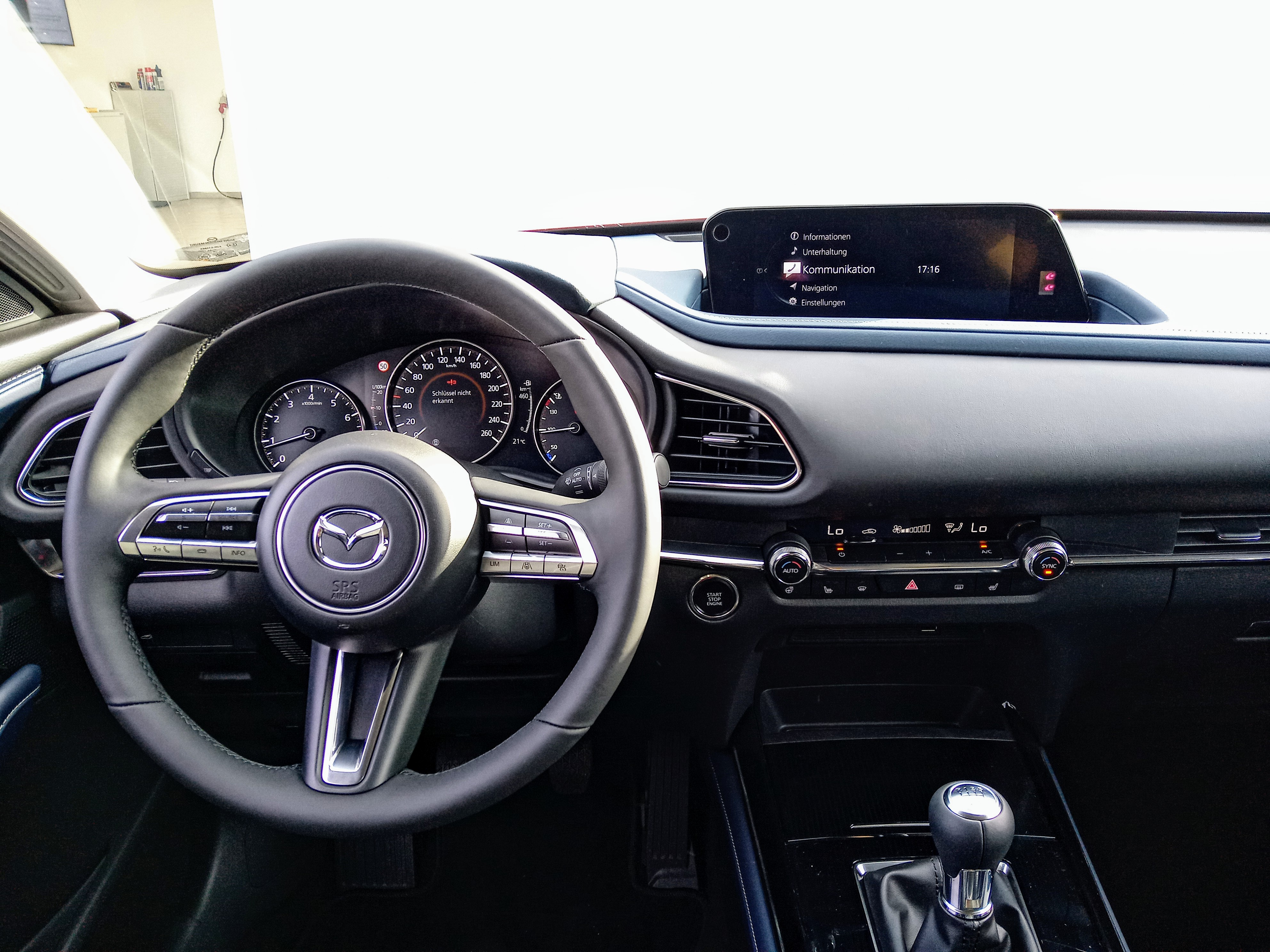
Mazda CX-30 - wnętrze

W Polsce samochód zadebiutował we wrześniu 2019 roku. Do końca roku polski importer marki sprzedał 827 egzemplarzy. Ceny zaczynają się  od 101 900 zł.
W ciągu roku od debiutu sprzedano łącznie 2130 egzemplarze pojazdu. 34% kupujących zdecydowało się na najmocniejszy silnik benzynowy 2.0 SkyActiv-X o mocy 180 KM, samochody w czerwonym kolorze zakupiło ponad 44% osób, natomiast na pojazdy z automatyczną skrzynią biegów zdecydowało się 55% klientów.

### Wersje wyposażenia
- Kai
- Kanjo
- Hikari
- Enso

Od 2023 roku wersje wyposażenia to:
- Prime Line
- Exclusive Line
- Homura
- Nagisa